# Kościół Narodzenia Najświętszej Maryi Panny w Skórce
Kościół pw. Narodzenia NMP w Skórce – katolicki kościół filialny znajdujący się w miejscowości Skórka (gmina Krajenka), bezpośrednio przy drodze wojewódzkiej nr 188. Należy do parafii św. Trójcy w Głubczynie.

## Historia

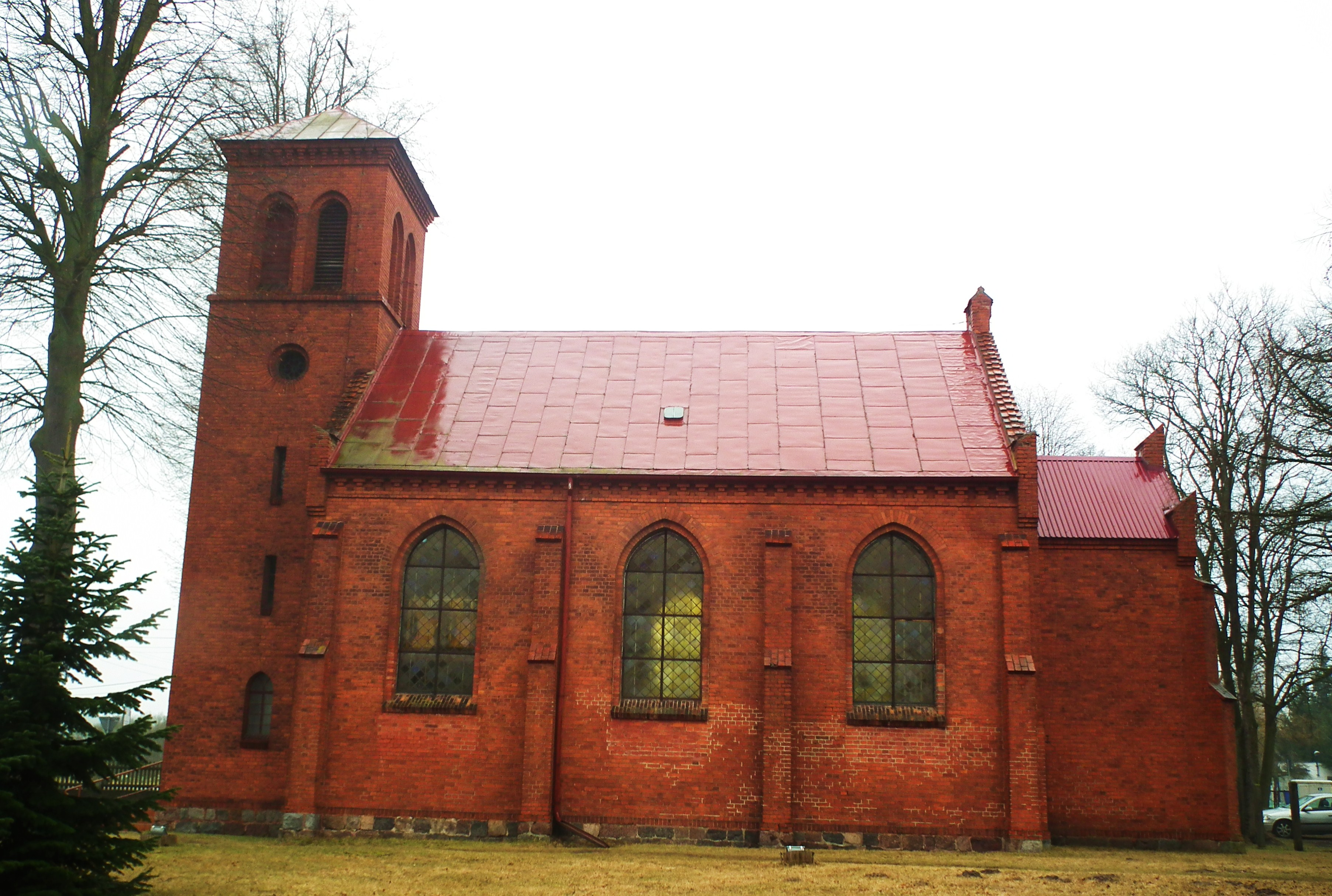
Elewacja boczna

Neogotycki kościół wzniesiono na przełomie XIX i XX wieku dla lokalnej społeczności ewangelickiej. Z tego samego czasu pochodzi mur okalający świątynię. Kościół uległ zniszczeniu u końca II wojny światowej. 24 maja 1957 Prezydium Wojewódzkiej Rady Narodowej w Koszalinie przekazało parafii św. Trójcy w Głubczynie nieruchomości po byłej gminy ewangelicko-augsburskiej wraz z wypalonymi murami kościelnymi, które do 1958 były w dobrym stanie technicznym. W maju 1958 utworzono "Komitet Odbudowy Kościoła w Skórce". Już w czerwcu 1958 odbudowa (dokonywana wyłącznie siłami parafian) była na ukończeniu. Utrzymano dawny wygląd obiektu. Wszystkie witraże wykonano w Poznaniu. 5 października 1958 biskup Wilhelm Pluta poświęcił kościół pod obecnym wezwaniem (potem był tu jeszcze w 1961 i 1967). W 1981 obiekt wizytował biskup Tadeusz Werno, w 1988 biskup Piotr Krupa, w 1995 biskup Paweł Cieślik, a w 1990 biskup Ignacy Jeż. W roku 1996 przeprowadzono remont generalny kościoła – malowanie, posadowienie nowego ołtarza, zaaranżowanie nowego wystroju prezbiterium i położenie nowej posadzki. Wykonano nowe schody wejściowe oraz wyremontowano konstrukcję dachową.